# Conchotopoda crassicauda
Conchotopoda crassicauda is een rechtvleugelig insect uit de familie sabelsprinkhanen (Tettigoniidae). De wetenschappelijke naam van deze soort is voor het eerst geldig gepubliceerd in 1960 door Ragge.
1. ↑  (en) Conchotopoda crassicauda op de IUCN Red List of Threatened Species.